# 威廉·多伊尔 (历史学家)
威廉·多伊尔（1942年—）是一位英国历史学家，布里斯托大学历史系荣誉退休教授，英國國家學術院院士，专攻18世纪的法国历史，主要作品有一卷本的《牛津法国大革命史》（The Oxford History of the French Revolution）、《法国大革命的起源》（Origins of the French Revolution）、《捐官制度：十八世纪法国的卖官鬻爵》（Venality: The Sale of Offices in Eighteenth-Century France）以及入选牛津通识读本的《法国大革命》（The French Revolution）、《贵族政治》（Aristocracy）等。